# 1-й повітряний корпус (Третій Рейх)
I-й (1-й) повітряний корпус (нім. I. Fliegerkorps) — авіаційний корпус Люфтваффе за часів Другої світової війни. 4 квітня 1945 переформований на 18-ту авіаційну дивізію Люфтваффе (нім. 18. Flieger-Division).

## Історія
I-й повітряний корпус сформований 11 жовтня 1939 на базі 1-ї авіаційної дивізії Люфтваффе (нім. 1. Flieger-Division).

## Райони бойових дій
- Німеччина (жовтень 1939 — травень 1940);
- Франція (травень — червень 1940);
- Франція, Велика Британія (червень 1940 — січень 1941);
- Німеччина (Східна Пруссія) (січень — червень 1941);
- Східний фронт (північний напрямок) (червень 1941 — червень 1942);
- Східний фронт (південний напрямок) (червень 1942 — квітень 1944);
- Румунія (квітень — жовтень 1944);
- Угорщина (жовтень 1944 — березень 1945);
- Австрія (березень — квітень 1945).

## Дислокація штабу корпусу
| Початок          | Завершення       | Місто              |
| ---------------- | ---------------- | ------------------ |
| 11 жовтня 1939   | травень 1940     | Кельн              |
| 27 травня 1940   |                  | Авренкур           |
| 1 липня 1940     | червень 1941     | Бове               |
| червень 1941     | липень 1941      | Гумбіненн          |
| липень 1941      | вересень 1941    | Шяуляй             |
| вересень 1941    | 19 липня 1942    | Ретюнь біля Луги   |
| 19 липня 1942    | 26 серпня 1942   | Полтава            |
| 26 серпня 1942   | грудень 1942     | Харків             |
| грудень 1942     |                  | Старобільськ       |
| 31 березня 1943  | 14 жовтня 1943   | Сімферополь        |
| 14 жовтня 1943   | листопад 1943    | Миколаїв           |
| листопад 1943    | грудень 1943     | Сімферополь        |
| грудень 1943     | лютий 1944       | Кіровоград         |
| лютий 1944       | 14 березня 1944  | Первомайськ        |
| 14 березня 1944  | 16 березня 1944  | Grijowe ???        |
| 16 березня 1944  | 5 квітня 1944    | Одеса              |
| 6 квітня 1944    | серпень 1944     | Фокшани            |
| серпень 1944     | 14 вересня 1944  | Соловестру         |
| 14 вересня 1944  | жовтень 1944     | Дьйор-Мошон-Шопрон |
| жовтень 1944     | 1 листопада 1944 | Ньїредьгаза        |
| 1 листопада 1944 | 1 грудня 1944    | Абауйсанто         |
| 1 грудня 1944    | січень 1945      | Будапешт           |
| січень 1945      | 22 лютого 1945   | Веспрем            |
| 23 лютого 1945   | березень 1945    | Сомбатгей          |
| березень 1945    | квітень 1945     | Вельс              |

## Командування

### Командири
- генерал авіації, з 19 липня 1940 генерал-полковник Ульріх Грауерт (нім. Ulrich Grauert) (11 жовтня 1939 — 3 червня 1941);
- генерал авіації Гельмут Ферстер (нім. Helmuth Förster) (3 червня 1941 — 24 серпня 1942);
- генерал-лейтенант, з 30 січня 1943 генерал авіації Гюнтер Кортен (нім. Günther Korten) (24 серпня 1942 — 1 квітня 1943)[2];
- генерал-лейтенант Альфред Манке (нім. Alfred Mahnke) (1 квітня — 26 червня 1943);
- генерал-лейтенант Карл Ангерштайн (нім. Karl Angerstein) (26 червня — 7 листопада 1943);
- генерал-лейтенант Пауль Дайхманн (нім. Paul Deichmann) (7 листопада 1943 — 4 квітня 1945).

## Бойовий склад 1-го повітряного корпусу
Формування управління, забезпечення та підтримки
- ескадрилья зв'язку корпусу (Verbindungsstaffel/I. Fliegerkorps);
- загін обслуговування корпусу (Flugbereitschaft/I. Fliegerkorps );
- 31-ша авіаційний розвідувальний полк (Luftnachrichten-Regiment 31).

- 1-ша бомбардувальна ескадра «Гінденбурґ» (Kampfgeschwader 1);
- 76-та бомбардувальна ескадра (Kampfgeschwader 76);
- 77-ма бомбардувальна ескадра (Kampfgeschwader 77);
- 3-тя ескадрилья повітряної розвідки (Aufklärungsstaffel 3.(F)/122).

- 1-ша бомбардувальна ескадра «Гінденбурґ»;
- 26-та бомбардувальна ескадра (Kampfgeschwader 26);
- 76-та бомбардувальна ескадра;
- 77-ма бомбардувальна ескадра;
- 5-та ескадрилья повітряної розвідки (Aufklärungsstaffel 5.(F)/122).

- 53-тя винищувальна ескадра (Jagdgeschwader 53);
- 54-та винищувальна ескадра (Jagdgeschwader 54);
- 1-ша бомбардувальна ескадра «Гінденбурґ»;
- 76-та бомбардувальна ескадра;
- 77-ма бомбардувальна ескадра;
- авіаційне командування «Балтійське море» (Fliegerführer Ostsee);
- 5-та ескадрилья повітряної розвідки.

- 52-га винищувальна ескадра (Jagdgeschwader 52);
- 1-ша бомбардувальна ескадра «Гінденбурґ»;
- 3-тя бомбардувальна ескадра «Бліц» (Kampfgeschwader 3);
- 2-га ескадра пікіруючих бомбардувальників (Sturzkampfgeschwader 2);
- 2-га штурмова ескадра (Schlachtgeschwader 2);
- 2-га група ближньої повітряної розвідки (Nahaufklärungsgruppe 2);
- 10-та група ближньої повітряної розвідки (Nahaufklärungsgruppe 10);
- 2-га ескадрилья повітряної розвідки (Aufklärungsstaffel 2.(F)/22);
- 3-тя ескадрилья повітряної розвідки (Aufklärungsstaffel 3.(F)/100).

- 52-га винищувальна ескадра;
- 4-та бомбардувальна ескадра «Генерал Вевер» (Kampfgeschwader 4);
- 27-ма бомбардувальна ескадра «Больке» (Kampfgeschwader 27);
- 2-га штурмова ескадра;
- 9-та штурмова ескадра (Schlachtgeschwader 9);
- 5-та група нічних штурмовиків (Nachtschlachtgruppe 5);
- 6-та група нічних штурмовиків (Nachtschlachtgruppe 6);
- 3-тя ескадрилья повітряної розвідки (Aufklärungsstaffel 3.(F)/121);
- 4-та ескадрилья повітряної розвідки (Aufklärungsstaffel 4.(F)/122).

- 4-та бомбардувальна ескадра «Генерал Вевер»;
- 2-га штурмова ескадра;
- 5-та група нічних штурмовиків;
- Угорське командування винищувальної авіації (Jagdabschnittführer Ungarn);
- 102-ге авіаційне командування (Fliegerführer 102);
- 14-та група ближньої повітряної розвідки (Nahaufklärungsgruppe 14).